# Emiel Vandepitte
Emiel Vandepitte (Hooglede, 14 november 1910 – Roeselare, 4 november 2005) was een Belgische wielrenner.

## Loopbaan
Vandepitte was afkomstig uit Hooglede. Hij was werkzaam als steenovenwerker. Hij startte met fietsen na een weddenschap onder zijn collega's; hij was toen twintig jaar. Hij kende echter zijn ware doorbraak na zijn legerdienst. In 1932 won hij 32 wedstrijden met als kers op de taart het Kampioenschap van Vlaanderen bij de nieuwelingen. Een jaar later debuteerde Emiel bij de juniores (de huidige liefhebbers) met 19 podiumplaatsen tot gevolg. In 1934 werd hij een onafhankelijke renner en het jaar erop maakte hij de overstap naar de beroepsrenners.
In zijn eerste jaar als prof eindigde Vandepitte meteen als zevende in het eindklassement van de prestigieuze Ronde van België. Voor de verzorging kon hij rekenen op de steun van zijn broers Paul en Gustaaf. René Trybou, de fietsenmaker uit de Rabottelstraat, was naast zijn technieker tevens zijn wielermecenas. Niet zelden voerde René bij grote verplaatsingen Emiel naar de wedstrijden achter op de duozitting van zijn moto. Het Hoogleedse wielertalent had ook zijn eigen supporterslokaal, café "De Zwarte Leeuw"’, gelegen op de marktplaats te Hooglede.
In 1936 maakte de Hoogleedse beroepsrenner de overstap naar het Franse merk Dilecta Wolbert. Deze sponsor bezorgde Vandepitte twee koersfietsen: een sterke fiets om op de slechte Belgische wegen te rijden en een lichtere fiets om in Frankrijk te fietsen, in die tijd een ongekende luxe. Emiel plukte de vruchten van de combinatie keihard trainen en degelijk fietsmateriaal. Hij won vijf beroepsrennerswedstrijden, waaronder een belangrijke koers te Staden. Het hoogtepunt van zijn carrière was ongetwijfeld de vierde plaats in de helleklassieker Parijs-Roubaix.
Naar aanleiding van deze uitslagen werd hij in Hooglede gehuldigd. De mobilisatie in 1939 en de Tweede Wereldoorlog zetten echter een punt achter zijn wielerloopbaan.

## Resultaten in voornaamste wedstrijden
| Jaar | Parijs-Roubaix |
| ---- | -------------- |
| 1936 | 8e             |
| 1937 | 4e             |